# Kanadske oborožene sile
Kanadske oborožene sile (uradno angleško Canadian Armed Forces/francosko Forces armées canadiennes; po navadi le Kanadske sile: angleško Canadian Forces, francosko Forces canadiennes) se delijo na:
- Kraljeva kanadska vojna mornarica,
- Kanadska kopenska vojska,
- Kraljevo kanadsko vojno letalstvo,
- Kanadsko operativno podporno poveljstvo,
- Kanadsko poveljstvo ekspedicijske sile,
- Kanadsko poveljstvo specialno-operacijskih sil in
- Poveljstvo Kanada.